# Terhi Mertanen
Terhi Eveliina Mertanen (Joensuu, 4 aprile 1981) è una hockeista su ghiaccio finlandese.

## Palmarès

### Olimpiadi
- Bronzo a Vancouver 2010.